# Куигли, Джейсон
Джейсон Роберт Куигли (англ. Jason Robert Quigley; род. 19 мая 1991, Баллибофи, Донегол, Ирландия) — ирландский боксёр-профессионал, выступающий в средней, и во второй средней весовых категориях. Серебряный призёр чемпионата мира (2013), чемпион Европы (2013), многократный победитель и призёр международных и национальных турниров в любителях.
Среди профессионалов бывший чемпион Северной Америки по версиям WBO NABO (2021) и NABF (2017—2019) в среднем весе.
Лучшая позиция по рейтингу BoxRec — 52-я (январь 2024) и является 2-м среди ирландских боксёров второй средней весовой категории, — входя в ТОП-50 лучших супер-средневесов всего мира.

## Биография
Родился 19 мая 1991 года в Баллибофи, Ирландия.

## Любительская карьера
В июне 2013 года в Минске (Белоруссия), стал чемпионом Европы в среднем весе до 75 кг, в финале победив румына Богдана Журатони.
А в октябре 2013 года в Алма-Ате (Казахстан), стал серебряным призёром чемпионата мира в весе до 75 кг, где он в полуфинале по очкам (3:0) победил россиянина Артёма Чеботарёва, но в финале по очкам (0:3) проиграл опытному казахстанскому боксёру Жанибеку Алимханулы.

## Профессиональная карьера
12 июля 2014 года дебютировал на профессиональном ринге, когда в Лас-Вегасе (США), в 1-м же раунде техническим нокаутом победил американского боксёра Говарда Риса (2-6).
24 июня 2023 года в Нью-Йорке единогласным решением судей (счёт: 106-118, 108-116 — дважды) проиграл небитому опытному американцу Эдгару Берлангу (20-0), в бою за титул чемпиона Северной Америки по версии WBO NABO (3-я защита Берланга) во 2-м среднем весе.

## Статистика профессиональных боёв
В таблице перечислены результаты всех поединков боксёров.
В каждой строке указан результат поединка. Дополнительно номер поединка обозначен цветом, который обозначает итог поединка. Расшифровка обозначений и цветов представлена в нижеследующей таблице.
| Пример | Расшифровка                     |
| ------ | ------------------------------- |
|        | Победа                          |
|        | Ничья                           |
|        | Поражение                       |
|        | Планируемый поединок            |
|        | Поединок признан несостоявшимся |
| КО     | Нокаут                          |
| ТКО    | Технический нокаут              |
| PTS    | Решение судей (по очкам)        |
| UD     | Единогласное решение судей      |
| MD     | Решение большинства судей       |
| SD     | Раздельное решение судей        |
| RTD    | Отказ от продолжения боя        |
| DQ     | Дисквалификация                 |
| NC     | Поединок признан несостоявшимся |

| 23 поединка, 20 побед (14 нокаутом), 3 поражения.     | 23 поединка, 20 побед (14 нокаутом), 3 поражения. | 23 поединка, 20 побед (14 нокаутом), 3 поражения. | 23 поединка, 20 побед (14 нокаутом), 3 поражения. | 23 поединка, 20 побед (14 нокаутом), 3 поражения.  | 23 поединка, 20 побед (14 нокаутом), 3 поражения. | 23 поединка, 20 побед (14 нокаутом), 3 поражения.                                                                                     |
| Бой                                                   | Рекорд                                            | Дата боя                                          | Соперник                                          | Место проведения боя                               | Раундов, время                                    | Дополнительно |
| ----------------------------------------------------- | ------------------------------------------------- | ------------------------------------------------- | ------------------------------------------------- | -------------------------------------------------- | ------------------------------------------------- | --- |
| 23                                                    | 20-3                                              | 24 июня 2023                                      | Эдгар Берланга (20-0)                             | Мэдисон-сквер-гарден, Нью-Йорк, штат Нью-Йорк, США | UD 12 (12)                                        | Счёт: 106-118, 108-116 (дважды). Бой за титул чемпиона Северной Америки по версии WBO NABO (3-я защита Берланга) во 2-м среднем весе. |
| 22                                                    | 20-2                                              | 1 апреля 2023                                     | Габор Горбичс (26-36-3)                           | Национальный стадион, Дублин, Ирландия             | PTS 10 (10)                                       | Счёт судьи: 100-90. |
| Перешёл во 2-й средний вес — 168 фунтов (до 76,2 кг). |                                                   |                                                   |                                                   |                                                    |                                                   | |
| 21                                                    | 19-2                                              | 19 ноября 2021                                    | Деметриус Андраде (30-0)                          | SNHU Arena, Манчестер, Нью-Гэмпшир, США            | TKO 2 (12), 2:24                                  | Бой за титул чемпиона мира по версии WBO (5-я защита Андраде) в среднем весе.                                                         |
| 20                                                    | 19-1                                              | 29 мая 2021                                       | Шейн Мосли-младший (17-3)                         | Michelob Ultra Arena, Лас-Вегас, Невада, США       | MD 10 (10)                                        | Счёт судей: 97-93, 96-94, 95-95. Завоевал вакантный титул чемпиона Северной Америки по версии WBO NABO в среднем весе.                |
| 19                                                    | 18-1                                              | 23 января 2020                                    | Фернандо Марин (16-4-3)                           | The Hangar, Коста-Меса, Калифорния, США            | KO 3 (10), 1:47                                   | |
| 18                                                    | 17-1                                              | 5 декабря 2019                                    | Абрахам Кордеро (9-4-2)                           | The Hangar, Коста-Меса, Калифорния, США            | KO 3 (8), 1:36                                    | |
| 17                                                    | 16-1                                              | 18 июля 2019                                      | Туреано Джонсон (20-2-1)                          | Казино Fantasy Springs, Индио, Калифорния, США     | RTD 9 (10), 3:00                                  | Потерял титул чемпиона Северной Америки по версии NABF (2-я защита Куигли) в среднем весе.                                            |
| Бои в средним весе — 160 фунтов (до 72,58 кг).        |                                                   |                                                   |                                                   |                                                    |                                                   | |
| Бой                                                   | Рекорд                                            | Дата боя                                          | Соперник                                          | Место проведения боя                               | Раундов, время                                    | Дополнительно |